# Перговищи
Перговищи — деревня в Устюженском районе Вологодской области.
Входит в состав Залесского сельского поселения, с точки зрения административно-территориального деления — в Залесский сельсовет.
Расположена на правом берегу реки Молога. Расстояние по автодороге до районного центра Устюжны — 35 км, до центра муниципального образования деревни Малое Восное — 15 км. Ближайшие населённые пункты — Избищи, Крутец, Завражье.
Население по данным переписи 2002 года — 12 человек.